# Бо Байден
Джозеф Робінетт «Бо» Байден III (англ. Joseph Robinette «Beau» Biden III; нар. 3 лютого 1969, Вілмінгтон, Делавер — пом. 30 травня 2015, Бетесда, Меріленд) — американський юрист і політик-демократ. З 2007 по 2015 рік він обіймав посаду генерального прокурора штату Делавер. Син 46 президента США Джо Байдена.

## Життєпис
Бо Байден був старшою дитиною політика Джо Байдена і його першої дружини Ніли Гантер. У 1972 році його мати і молодша сестра загинули у автомобільній аварії. Він і його молодший брат Гантер вижив, але був серйозно поранений.
Вивчав право у Пенсильванському університеті та Юридичному коледжі Сірак'юсзського університету. З 1995 по 2004 рік він працював юристом Міністерства юстиції США у Філадельфії. У 2004 році Байден став партнером юридичної фірми «Bifferato, Gentilotti, Biden & Balick». Крім того, він був тимчасовим консультантом в Управлінні розвитку політики і обвинувачем в офісі прокурора США. Байден був одружений з 2003 року, мав доньку і сина.
У 2006 році він був обраний генеральним прокурором штату Делавер, обійняв посаду у січні 2007 року. Він залишив посаду у 2015 році.
Він був членом Національної гвардії Делаверу з 2003 року, служив в Іраку. На момент своєї смерті він мав звання майора.
30 травня 2015 року Бо Байден помер від раку головного мозку.